# 小克拉倫斯·吉爾亞德
小克拉伦斯·阿尔弗雷德·吉尔亚德（Clarence Alfred Gilyard Jr.，1955年12月24日—2022年11月28日），美國演員、作家及大学教授， 其最为观众所熟知的影视形象为法律剧《辩护律师》中的私人侦探康拉德•麦克马斯特和《德州巡警》中就职于德克萨斯州骑警司的Jimmy Trivette，而他所扮演的一些配角，如《捍卫战士》中的飞行员和《终极警探》中的电脑专家西奥等也较为知名。
吉尔亚德从2006年开始在内华达大学拉斯维加斯分校担任副教授，直至2022年去世。此外他亦是美国天主教主教会议交流委员会顾问。

## 早年经历
吉尔亚德为军人家庭出身，于1955年的平安夜在华盛顿州的摩西湖市出生，在六个孩子中排行第二，他的母亲名叫芭芭拉，父亲老克拉伦斯·阿尔弗雷德·吉尔亚德是美国空军官员。吉尔亚德家原本位于路易斯安那州的新奥尔良，但吉尔亚德从小便在夏威夷州、德克萨斯州和佛罗里达州等地的空军基地长大。他最初在父母的影响下信仰信义宗，但后来在1990年代时加入了天主教会。
青年时期的吉尔亚德居住在加利福尼亚州里亚托的圣贝纳迪诺郊区，并就读于当地的艾森豪威尔高中，期间成绩优异。1974年高中毕业后，吉尔亚德进入空军学院实习，一年后被堪萨斯州斯特宁大学录取。在此期间，吉尔亚德积极参与足球运动，并加入了Sigma Chi兄弟会。此外他还凭借在网球运动中的表现获得过奖学金，
在斯特宁大学就读时，吉尔亚德曾与父母同住过一段时间，但他极度沉迷于女性、酒色甚至偶尔沾染毒品，导致他的父母让他搬走，最终他与一名朋友重新定居于加州长滩，并于当地的州立大学长滩分校继续学业，修读表演专业，后转入加州州立大學多明格斯山分校并获得学士学位。这段时间内，他也一直在寻求表演机会以及担任服务员来维持生计。
吉尔亚德曾经与一名室友共同于一家服装店工作，后得以升职为经理。离开服装店后，吉尔亚德曾短暂从事工业化学品销售。2003年，吉尔亚德入读南方卫理公会大学，并最终获得艺术创作硕士学位。

## 职业

### 演员
1979年，吉尔亚德移居洛杉矶，开启了他的演艺生涯。其在电影《Bleacher Bums》中的角色使他成为第一名扮演啦啦队领队的黑人演员，出演该片之后，他开始转战电视行业。他以角色演员的身份，先后客串了《细路仔》、《The Facts of Life》、《227》、《Simon & Simon》、《Riptide》等多部电视剧。1982年至1983年间，吉尔亚德在电视剧《CHiPs》中与埃里克·埃斯特拉德演对手戏，扮演本杰明·韦伯斯特。1984年，吉尔亚德与占·基利共同出演NBC情景喜剧《The Duck Factory》。1987年，吉尔亚德出演了麦当劳的一则电视广告。
吉尔亚德出演的首部大型电影为1986年的《捍卫战士》，他在片中扮演一名在F-14雄貓式戰鬥機上工作的雷达拦截人员。同年，吉尔亚德出演电影《龙威小子2》，扮演一名军人。1988年，吉尔亚德出演动作片《Die Hard》，扮演一名从事犯罪活动的电脑专家。此外，吉尔亚德还曾于《Left Behind: The Movie》及其续集《Left Behind II: Tribulation Force》中扮演布鲁斯·巴恩斯。
1989年至1993年，吉尔亚德在电视剧《辩护律师》中扮演本·马特洛克的私人侦探康拉德·麦克马斯特，并与安迪·格里菲斯演对手戏。该剧第三季开始，吉尔亚德基本每集都有出现。后ABC从NBC接手负责该剧第七季的制作，拍摄地点也由洛杉矶变更为北卡罗来纳州的威尔明顿，当时正计划于次年开始拍摄另一部CBS电视剧的吉尔亚德在安迪·格里菲斯的建议下，随同剧组一起前往威尔明顿。
1993年，吉尔亚德开始与查克·诺瑞斯一起，长期出演《德州巡警（Walker, Texas Ranger）》，剧中吉尔亚德是主角沃克于德州骑警司的同事和最好的朋友。2005年，吉尔亚德友情客串了该剧的衍生作品、电视电影《Walker, Texas Ranger: Trial by Fire》。
2012年，已经成为教师的吉尔亚德趁休假期间重新回归荧幕，大多以独立经纪人的身份亮相。2014年，吉尔亚德参演宗教电影《A Matter of Faith》。
2016年1月17日，新墨西哥大学在波普乔伊大厅（Popejoy Hall）举办了一场庆祝活动，吉尔亚德于此次活动中演绎了《为黛茜小姐开车》中的霍克·科尔伯恩，与他同台演出的为曾与他在《德州巡警》中合作过的的希瑞·J·威尔森。
2018年，吉尔亚德在Madden NFL系列游戏的“Longshot”环节中扮演高中教练德温·韦德。2020年，吉尔亚德搭档布鲁斯·威利斯，在领先汽车配件公司为其一款名为DieHard的汽车电池制作的电视广告中再次演绎了他在电影《Die Hard》中的形象。

### 教授
2006年，吉尔亚德暂停了表演事业，开始担任内华达大学拉斯维加斯分校戏剧系副教授，此前他曾在该校带领学生学习舞台及荧幕表演。其后他继续在该校任教多年，去世后得到校方的高度评价 。

## 个人生活与逝世
吉尔亚德结过两次婚，拥有六个孩子。他于1989年与第一任妻子Catherine Dutko结婚，两人离婚后，他于2001年与埃琳娜·卡斯蒂略结婚。
2022年11月28日，吉尔亚德于拉斯维加斯的家中去世，享年66岁。